# Mel Rodríguez
Melvin "Mel" Rodríguez (Miami, Florida; 12 de junio de 1973) es un actor estadounidense de cine y televisión.

## Carrera
Graduado de la Universidad Estatal de Nueva York en Purchase, es más conocido por su papel regular en la efímera sitcom Running Wilde y por su papel recurrente como el sargento Núñez en Community. Tuvo una breve aparición como el oficial Morales en la película La habitación del pánico (2002). También interpretó el papel del policía Chucho en la comedia The Watch (conocida como Los amos del barrio en España y Vecinos cercanos del tercer tipo en Hispanoamérica).
Desde 2015 hasta 2018 trabajó en The Last Man on Earth, donde dio vida a Todd.

## Filmografía[1]

### Cine y televisión
- 1999: Law & Order (serie de televisión).
  - «Disciple», como Bill Crawford (aparece como Melvin Rodríguez).
- 1999: Third Watch (serie de televisión)
  - «Welcome to Camelot», como hombre en camiseta (aparece como Melvin Rodríguez).
- 2000: Wirey Spindell, como Ernesto (aparece como Melvin Rodríguez).
- 2002: Fidel (película de televisión), como Calixto Morales
- 2002: Malcolm in the Middle (serie de televisión)
  - «Reese Drives», como Logger Neil
- 2002: Showtime, como conductor de auto blindado (no aparece en los créditos).
- 2002: La habitación del pánico, como el oficial Morales
- 2002: Deuces Wild, como Big Dom (aparece como Melvin Rodríguez).
- 2002: Gilmore Girls (serie de televisión).
  - «Lorelai's Graduation Day», como Raúl
- 2002: Andy Richter Controls the Universe (serie de televisión).
  - «Relationship Ripcord», como Mel
- 2004: In the Game (película de televisión), como Jason
- 2004: Beverly Hills SUV (película de televisión).
- 2004: Policía de Nueva York (serie de televisión).
  - Chatty Chatty Bang Bang, como Norman Reese
- 2004: Garfield: la película, como oficial de seguridad
- 2004: La terminal, como hombre en el casting (no figura en los créditos).
- 2004: CSI: NY (serie de televisión).
  - «A Man a Mile», como Al McGrath
- 2005: The Bernie Mac Show (serie de televisión).
  - «My Privacy».
- 2005: Cry for Help (cortometraje), como el inspector Ino
- 2005: Los tres entierros de Melquiades Estrada, como el capitán Gómez
- 2005: Entre fantasmas (serie de televisión).
  - «Ghost, Interrupted», como Owen
- 2006: Thick and Thin (serie de televisión).
  - «Mary Moves On»
- 2006: Big Top, como Harris
- 2006: Pequeña Miss Sunshine, como el oficial Martínez
- 2006: Shark Bait, como Manny, Dr. Tang (voz).
- 2006: Unknown, como Lone Cop
- 2007: Notes from the Underbelly (serie de televisión).
  - «Oleander»
- 2002-2007: George López (serie de televisión), como Frank
  - «George Thinks Max's Future is on the Line» (2007).
  - «Max's Big Adventure» (2002).
  - «The Wedding Dance» (2002).
  - «Team Leader» (2003).
  - «No One Gets Out Alive» (2003).
- 2007: Sin rastro (serie de televisión).
  - «One Wrong Move», como Mel Heinz
- 2008: West of Brooklyn, como Sal
- 2008: Choke. Kick. Girl (cortometraje), como Mel
- 2008: Raising the Bar (serie de televisión).
  - «Bagels and Locks».
- 2008: Kath & Kim (serie de televisión)
  - «Money», como Warren
- 2009: The Eastmans (película de televisión), como Mac Donnelly
- 2009: The Station (película de televisión), como Antonio
- 2008-2009: House of Payne (serie de televisión), como Carlos Hernández
  - Payne and Prejudice (2008).
  - Joy and Payne (2009).
  - A Grand Payne (2009).
- 2009: Slap (cortometraje), como Ralph
- 2009: The Middle (serie de televisión)
  - «The Trip», como el Sr. Pérez
- 2009: FlashForward (serie de televisión), como Óscar Obregón
  - A561984
  - Gimme Some Truth
- 2010: Big Love (serie de televisión), como Don Dona
  - Blood Atonement
  - Under One Roof
- 2011: Tagged (película de televisión), como Martínez
- 2011: Workaholics (serie de televisión), como Ryan
  - Checkpoint Gnarly
- 2010-2011: Running Wilde (serie de televisión), como Migo Salazar (13 episodios).
- 2011: Community (serie de televisión), como el sargento Núñez
  - Competitive Ecology
  - Geography of Global Conflict
  - Biology 101
- 2012: Playing Clean (cortometraje), como Mel
- 2012: Hot in Cleveland (serie de televisión)
  - What's Behind the Door, como Héctor
- 2012: The Watch, como el oficial de policía Chucho
- 2015: The Last Man on Earth, como Todd
- 2015: Better Call Saul (serie de televisión), como Marco Pasternak
- 2017: Electric Dreams (serie de televisión)
  - Kill All Others, como Philbert Noyce
  - 2018: Overboard (Película)
- 2020: We Bare Bears: The Movie
- 2023: Carol y el fin del mundo